# Księga udziałów
Księga udziałów – dokument obecny w spółce z ograniczoną odpowiedzialnością. Zgodnie z art. 188 § 1 Kodeksu spółek handlowych zarząd tej spółki jest obowiązany prowadzić księgę udziałów, do której należy wpisywać nazwisko i imię albo firmę (nazwę) i siedzibę każdego wspólnika, adres, liczbę i wartość nominalną jego udziałów oraz ustanowienie zastawu lub użytkownika i wykonywanie prawa głosu przez zastawnika lub użytkownika, a także wszelkie zmiany dotyczące osób wspólników i przysługujących im udziałów.
Księga udziałów odwzorowuje aktualne stosunki w spółce. Wpis do księgi udziałów ma charakter jedynie deklaratoryjny i porządkowy. Wpis ten nie rozstrzyga, kto jest wspólnikiem.